# Batrachocephalus mino
Batrachocephalus mino är en fiskart som först beskrevs av Hamilton 1822.  Batrachocephalus mino ingår i släktet Batrachocephalus och familjen Ariidae. Inga underarter finns listade.